# Kim Andersen
Kim Andersen, född den 10 februari 1958 i Malling, är en dansk före detta landsvägscyklist som var professionell från 1980 till 1992 och som efter karriären arbetat som sportdirektör för olika stall sedan 1998 (bland vilka märks CSC/Saxo Bank 2004–2010 och Leopard/RadioShack/Trek-Segafredo/Lidl-Trek 2011–2024). Som cyklist är han mest känd som den förste dansk som kört i Tour de Frances gula ledartröja, vilket han gjorde i sex dagar under 1983 (och sedan fyra dagar till 1985). Bland segrarna märks främst La Flèche Wallonne (1984), en etapp i vardera Tour de France och Vuelta a España, totalsegrar i Tour du Limousin (1984), Danmark rundt (1987) och Paris–Bourges (1987), samt segrarna i Grand Prix de Monaco (1983), Grand Prix d'Isbergues (1984) och Paris-Camembert (1986).
Andersen testades positivt för dopning vid ett eller två tillfällen 1985. Sedan ytterligare tre gånger 1986 och den tredje av dessa ledde till fyra månaders avstängning (de tidigare gångerna hade bara lett till diskvalifikation och böter – han förlorade en andraplats i La Flèche Wallonne 1985). 1987 fälldes han igen och blev den förste att tilldömas livstids avstängning – vilken hävdes ett år senare på grund av procedurfel. Fem år därefter, 1992, testades han återigen positivt, avskedades av sitt stall och avslutade karriären.
Sonen, Sebastian Andersen (född 1994), arbetar sedan 2022 som sportdirektör (från 2024 för Lidl-Treks utvecklingslag). 

## Meriter
| 1980 6:a totalt i Tour de Luxembourg 10:a i Tour du Haut Var 1981 Vinnare av etapp 10 i Vuelta a España Vinnare av etapp 1 i Étoile des Espoirs Vinnare av GP de Cannes 4:a totalt i Étoile de Bessèges 6:a totalt i Tour de l'Oise 1982 Vinnare av etapp 3 i Ronde van Nederland Vinnare av etapp 3 i Tour de l'Aude Vinnare av etapp 4 i Dunkerques fyradagars 3:a totalt i GP du Midi-Libre Vinnare av etapp 3 1983 Vinnare i etapp 12 i Tour de France Vinnare av Trophée des Grimpeurs Vinnare av Grand Prix de Monaco 2:a totalt i Tour de l'Aude 2:a i GP de Fourmies 2:a i Omloop van het Leiedal 3:a totalt i Tour de Luxembourg 3:a i Tour du Haut Var 4:a totalt i Étoile des Espoirs 4:a totalt i Tour de l'Oise 4:a i Omloop Het Volk 5:a totalt i Ronde van Nederland 6:a totalt i GP du Midi-Libre 6:a i GP de Bessèges 7:a totalt i Critérium International 7:a i Trofeo Baracchi med Régis Clere 9:a i Grand Prix d'Isbergues 1984 Vinnare av La Flèche Wallonne Vinnare totalt av Tour du Limousin Vinnare av etapp 1a Vinnare av Grand Prix d'Isbergues Vinnare av etapp 4 i Dunkerques fyradagars 2:a i Amstel Gold Race 2:a i Paris-Camembert 3:a i Trophée des Grimpeurs 4:a i Giro del Piemonte 5:a i Grand Prix des Nations (ITT) 5:a totalt i Tour Midi-Pyrénées 5:a i Tour du Haut Var 5:a i Critérium des As 7:a i GP de Bessèges 8:a i Tour Méditerranéen 9:a i Bordeaux-Paris 9:a totalt i Étoile des Espoirs | 1985 Vinnare av etapp 5a i Étoile de Bessèges Vinnare av etapp 3 i Tour Midi-Pyrénées 2:a totalt i Danmark Rundt Vinnare av etapp 2 2:a i Giro del Lazio 4:a totalt i Critérium du Dauphiné Libéré 5:a totalt i Dunkerques fyradagars 10:a i Clasica San Sebastian 1986 Vinnare av Paris-Camembert 3:a totalt i Tour of Ireland Vinnare av etapp 3a 3:a i Tour du Nord-Ouest 3:a totalt i Étoile des Espoirs 6:a i Trofeo Baracchi med Jean-François Bernard 8:a i Gent-Wevelgem 1987 Vinnare totalt av Paris-Bourges Vinnare av etapperna 2 och 3 (ITT) Vinnare totalt av Danmark rundt Dansk mästare i linjelopp Vinnare av etapp 3 i Étoile de Bessèges 4:a i Coppa Sabatini 4:a i GP Ouest France 5:a totalt i Tour du Limousin Vinnare av etapp 4 5:a i GP de Cannes 8:a totalt i Tour de la Communauté européenne 10:a totalt i GP du Midi-Libre 1988 – 1989 10:a totalt i Trofeu Joaquim Agostinho Vinnare av etapperna 3b och 6 1990 Vinnare av etapp 11 i Tour de Suisse Vinnare av etapp 3:a i Tour du Vaucluse Vinnare av Cholet-Pays de Loire 3:a i Giro del Piemonte 4:a i Paris-Tours 5:a i Dwars door België 8:a totalt i Tour d'Armorique 1991 Vinnare totalt av Tour du Poitou Charentes et de la Vienne Vinnare av etapp 1 Vinnare av GP de la Ville de Rennes 3:a i Grand Prix d'Isbergues 9:a totalt i Tour du Limousin 1992 9:a totalt i Tour de Luxembourg 10:a i GP de Denain |